# Kamenný stůl
Kamenný stůl är en kulle i Tjeckien.   Den ligger i regionen Södra Böhmen, i den centrala delen av landet, 140 km söder om huvudstaden Prag. Toppen på Kamenný stůl är 641 meter över havet.
Terrängen runt Kamenný stůl är lite kuperad. Runt Kamenný stůl är det ganska glesbefolkat, med 40 invånare per kvadratkilometer. Närmaste större samhälle är Nová Bystřice, 10,0 km nordväst om Kamenný stůl. I omgivningarna runt Kamenný stůl växer i huvudsak blandskog.